# Міжнародні рейтинги Бутану
Міжнародні рейтинги Бутану відображають позиції Бутану серед інших країн світу за загальними статистичними показниками, а також по спеціальнымих соціальних, економічних, політичних індексах і рейтингах. 
Це список міжнародних рейтингів Бутану.

## Міжнародні рейтинги Бутану
| Організація                | Огляд                                | Рік  | Рейтинг (Позиція/серед числа країн) | Показник |
| -------------------------- | ------------------------------------ | ---- | ----------------------------------- | -------- |
| Сіднейський університет    | Світовий показник спокою             | 2008 | 26/140                              | 1.616    |
| Сіднейський університет    | Світовий показник спокою             | 2009 | 43/143                              | 1.722    |
| Сіднейський університет    | Світовий показник спокою             | 2010 | 36/149                              | 1.665    |
| Сіднейський університет    | Світовий показник спокою             | 2011 | 34/153                              | 1.693    |
| Сіднейський університет    | Світовий показник спокою             | 2012 | 20/158                              | 1.515    |
| Сіднейський університет    | Світовий показник спокою             | 2013 | 20/162                              | 1.487    |
| Програма розвитку ООН      | Індекс розвитку людського потенціалу |      | 132/182                             |          |
| Transparency International | Індекс сприйняття корупції           |      | 49/180                              |          |
| Всесвітній банк            | Індекс легкості ведення бізнесу      |      | 126/183                             |          |
| Репортери без кордонів     | Індекс свободи преси                 |      | 70/175                              |          |